# Gilbert Ponteins
Gilbert Ponteins, né le 4 février 1947 à Dax, est un homme d'affaires français et dirigeant de rugby à XV.
Il travaille dans le domaine du thermalisme et préside le club professionnel de l'Union sportive dacquoise pendant une dizaine d'années.

## Biographie
Gilbert Ponteins naît le 4 février 1947 à Dax.
Il exercice tout d'abord le métier de banquier avant d'effectuer son service militaire.
Il épouse la fille de Roger Junca, acteur du thermalisme à Dax et Saint-Paul-lès-Dax, et rejoint plus tard l'entreprise de charcuterie traiteur de son beau-père. Après la vente de cette entreprise, il intervient à plein temps dans les activités thermales. Ponteins occupe un temps le poste de président-directeur général du groupe Thermes Adour, l'un des groupes de thermalisme de la famille Junca,. La famille Ponteins cède plus tard en 2013 le groupe par l'intermédiaire de la société familiale Investadour, mais conserve le réseau de centres de remise en forme aquatique Calicéo, créé en 1997 à Saint-Paul-lès-Dax,,.
Ponteins prend en parallèle la présidence du club de rugby à XV de l'US Dax à partir de la saison 2002-2003 ; il est alors le premier chef d'entreprise à la tête du club dacquois, jusque-là dirigé par des anciens joueurs,,. Passé une décennie de présidence, il annonce en décembre 2012 sa décision de passer le relais à la fin de la saison ; son départ est effectif à l'issue de la saison 2012-2013, alors qu'il est remplacé par Alain Pecastaing. Il reste membre du conseil de surveillance du club,.
Après la saison 2017-2018 qui voit l'US Dax reléguée en Fédérale 1, ainsi que la démission du président Philippe Celhay, Ponteins prend la tête du directoire ; il passe le relais après une saison à Benoît August, jusqu'alors « conseiller du président » Ponteins.